# Valley of the Damned
Valley of the Damned é um álbum demo inicialmente gravado e distribuído na internet pela banda DragonForce em 2000, quando ainda eram conhecidos como DragonHeart.[carece de fontes?] Posteriormente foi regravado no final de 2000 e lançado como álbum de estúdio debut da banda em 25 de fevereiro de 2003, quando foi assinado um contrato com a Noise Records da Alemanha. O álbum foi marcado para ser remasterizado e lançado novamente com um DVD bônus em 24 de setembro de 2007 mas acabou sendo postergado e, de acordo com o baixista Frédéric Leclercq, cancelado.
Em 2019, a Metal Hammer o elegeu como o 10º melhor álbum de power metal de todos os tempos.

## Produção
O primeiro demo foi gravado de 8 a 12 de abril e em 27 de maio de 2000, então mixado no dia seguinte no Thin Ice Studios, em Surrey, no Reino Unido. A regravação do álbum, em 2002, aconteceu no Lamer Luser Studios, em Londres, por Herman Li, de julho a outubro de 2002, exceto pelas faixas onde era necessário gravar o som de bateria, gravados nos Jail House Studios, Dinamarca, por Tommy Hansen, em maio de 2002. Valley of the Damned foi então mixado por Karl Groom, Herman Li e Sam Totman no Thin Ice Studios e masterizado no Aubitt Studio por Rob Aubrey e Herman Li.
Em uma entrevista de 2015, ao ser perguntado sobre sua opinião sobre o álbum, Herman Li afirmou:
| “ | Talvez 10 anos atrás, eu teria dito; 'queria que tivéssemos feito isto e aquilo.', mas hoje em dia nem tanto. Eu aprendi e vivenciei muito na vida e você entende que se você faz o álbum perfeito na primeira vez, não há como ir. É tudo uma questão de aprender e vivenciar e você sempre constrói com base no que você fez antes e aprende com isso e faz álbuns melhores. Eu acho que ele foi o melhor que poderíamos ter feito na época. Ele tem aquela energia, que nós não conseguiríamos criar se nós regravássemos aquelas canções. Não seria a mesma coisa. | ” |

## Faixas
| N.º            | Título                             | Compositor(es) | Duração |  |
| 1.             | "Invocation of Apocalyptic Evil"   |                | 0:14    |  |
| 2.             | "Valley of the Damned"             | Totman, Theart | 7:11    |  |
| 3.             | "Black Fire"                       | Totman, Theart | 5:49    |  |
| 4.             | "Black Winter Night"               | Totman, Theart | 6:30    |  |
| 5.             | "Starfire"                         | Totman, Theart | 5:53    |  |
| 6.             | "Disciples of Babylon"             | Theart         | 7:17    |  |
| 7.             | "Revelations"                      | Totman, Theart | 6:52    |  |
| 8.             | "Evening Star"                     | Li, Theart     | 6:39    |  |
| 9.             | "Heart of a Dragon"                | Totman, Theart | 5:23    |  |
| 10.            | "Where Dragons Rule" (Bonus track) | Totman, Theart | 5:50    |  |
| Duração total: | Duração total:                     | Duração total: | 57:38   |  |

### Versão demo
| N.º            | Título                 | Compositor(es) | Duração |  |
| 1.             | "Valley of the Damned" | Totman, Theart | 6:56    |  |
| 2.             | "Revelations"          | Totman, Theart | 7:01    |  |
| 3.             | "Starfire"             | Totman, Theart | 5:48    |  |
| 4.             | "Black Winter Night"   | Totman, Theart | 6:24    |  |
| 5.             | "Disciples of Babylon" | Theart         | 7:07    |  |
| Duração total: | Duração total:         | Duração total: | 33:12   |  |

### DVD bônus
O DVD bônus inclui entrevistas com os membros da banda e o produtor do álbum, que falam sobre o período de gravação de Valley of the Damned e o remix do mesmo. Contém passagens da primeira turnê do DragonForce no Japão, filmadas profissionalmente, e dois comentários em áudio: um de Herman Li e Vadim Pruzhanov e outro de ZP Theart e Karl Groom; traz cenas de bastidores de uma performance ao vivo no Japão e da gravação na Dinamarca, além da sessão de remixagem.

## Integrantes
| Álbum demo Membros da banda ZP Theart — vocais Herman Li — guitarras, vocal de apoio, conceito do logo e capa Sam Totman — guitarras, vocal de apoio Steve Scott — baixo, vocal de apoio, trombone Convidados Clive Nolan — teclados Peter Hunt — bateria | Álbum Membros da banda ZP Theart — vocais Herman Li — guitarras, vocal de apoio, mixagem, masterização Sam Totman — guitarras, mixagem Vadim Pruzhanov — teclados, piano Didier Almouzni — bateria Convidados Diccon Harper - baixo Karl Groom — gravação, mixagem, produção Tommy Hansen — gravação Rob Aubrey — masterização Jean Pascal Fournier — design do logo, capa do álbum |